# رون سبنسر
رون سبنسر (بالإنجليزية: Ron Spencer)‏ هو رسام توضيحي أمريكي، (ولد في أورورا في الولايات المتحدة القرن 20  م).